# Hadruroides aguilari
Espèce
Hadruroides aguilari est une espèce de scorpions de la famille des Caraboctonidae.

## Distribution
Cette espèce est endémique de la province de Lima au Pérou. Elle se rencontre vers Cajamarquilla à 800 m d'altitude.

## Étymologie
Cette espèce est nommée en l'honneur de Pedro G. Aguilar Fernández.

## Publication originale
- Francke & Soleglad, 1980 : Two new Hadruroides Pocock from Peru (Scorpiones, Vaejovidae). Occasional Papers of the Museum, Texas Tech University, vol. 69, p. 1–13.